# Futahaguro Kōji
Futahaguro Kōji (jap. 双羽黒 光司; * 12. August 1963 in Tsu, Präfektur Mie als Kitao Kōji (北尾 光司); † 10. Februar 2019) war ein japanischer Sumōringer und der 60. Yokozuna.
Futahaguro, der anfangs noch unter seinem bürgerlichen Namen antrat, war ein Kämpfer des Stalls Tatsunami-beya und mit 1,99 m Körpergröße ein Riese. Bereits im Alter von 15 Jahren begann er seine Karriere in der untersten Division des japanischen Profisumō, der Jonokuchi. Sein Kampfname oder Shikona, den er erst als Yokozuna annahm, ist eine Kombination aus den Namen der Yokozuna Futabayama und Haguroyama.
Nach einem Erfolg im Kyushu-Basho 1985, bei dem er seinen zwölften Sieg gegen den späteren Yokozuna Hokutoumi erstritt, wurde Futahaguro zum Ōzeki befördert. Bereits im folgenden Juli wurde er trotz einer Niederlage im Entscheidungskampf gegen Chiyonofuji für würdig befunden, den Titel eines Yokozuna zu tragen – obwohl er bis zu diesem Zeitpunkt und auch später keinen Turniersieg in der Makuuchi-Division verbuchen konnte. Bereits im Dezember 1987 und im Alter von nur 24 Jahren trat Futahaguro wieder zurück und kehrte nicht nur dem aktiven Sumō, sondern auch dem Sumōverband den Rücken. Dies geschah allerdings unter Druck des Verbands selbst, nachdem bekannt geworden war, dass Futahaguro die Ehefrau seines Oyakata angegriffen hatte.
Nach seinem erzwungenen Abschied aus der Sumōwelt legte Futahaguro seinen Kampfnamen ab und versuchte ab 1990 als dritter Yokozuna nach Azumafuji und Wajima sein Glück im Wrestling. 1998 nahm er seinen Abschied aus dem aktiven Sport. 2003 lud der damalige Tatsunami-oyakata Futahaguro zur Zusammenarbeit ein. Dies ist aber in erster Linie als Affront gegen seinen Vorgänger zu verstehen, mit dem er in diversen Streitigkeiten lag.